# Miloslav Jiřinec
Miloslav Jiřinec (3. srpen 1924 Zahorčice u Strakonic – 29. leden 1974, Praha) byl český zeměměřický inženýr, působící v oblasti památkové péče.

## Život
Narodil se v Zahorčicích u Strakonic. V roce 1932 se s rodiči přestěhoval do Prahy. Studoval na libeňském reálném gymnáziu, kde maturoval v roce 1943. Zbytek války pracoval jako pomocný dělník v továrně Philips. Po osvobození začal studovat zeměměřické inženýrství na Českém vysokém učení technickém v Praze. Ještě před ukončením studia, začátkem roku 1949) mu bylo pro jeho odborné i pedagogické schopnosti nabídnuto místo pomocného asistenta, které přijal. Druhou státní zkoušku složil v listopadu 1949. Poté byl odborným asistentem prof. Pavla Potužáka. V letech 1955-1957 absolvoval postgraduální studium v oborech silničního a železničního stavitelství.
V roce 1959 odešel na Státní ústav památkové péče a ochrany přírody (SÚPPOP), kde se zabýval geodetickou a fotogrammetrickou dokumentací památkových objektů. Zde se snažil zavádět do praxe nejmodernější geodetické a fotogrammetrické metody. Současně si rozšiřoval vědomosti postgraduálním studiem architektury a památkové péče.
V roce 1970 se stal českým zástupcem v mezinárodním výboru pro architektonickou fotografii CIPA.
Zemřel ve věku 49 let.